# Tatjana Greif
Tatjana Greif, slovenska arheologinja, političarka, prevajalka in publicistka, * 3. december 1966.
Trenutno je poslanka Državnega zbora Republike Slovenije, v poslanski skupini Levice.
Leta 2014 je kot šesta na listi kandidirala za evropsko poslanko na kandidatni listi Jelka Kacina.